# Военно-воздушные силы Гватемалы
Военно-воздушные силы Гватемалы (исп. Fuerza Aérea Guatemalteca) — один из видов вооружённых сил Гватемалы.

## История
30 июня 1914 года президент Гватемалы поручил создать авиашколу (Escuela de Aviacion), для которой был нанят лётчик-инструктор из США, было дано разрешение на ввоз авиатехники и запчастей к ней. В школе предполагалось обучить "не менее чем четырёх офицеров, отобранных правительством Гватемалы". Для школы были ввезены два аэроплана (один "Bleriot" и один самодельный, построенный по образцу "Newport 6M" - вскоре вышедший из строя). В январе 1918 года в страну прибыла французская военная миссия с тремя аэропланами "Breguet XIV", предложившая начать подготовку офицеров и солдат гватемальской армии с учётом опыта первой мировой войны (однако поскольку вскоре аэропланы были вывезены из страны, подготовка пилотов так и не началась).
В 1920 году при французской военной миссии в Гватемале были открыты курсы подготовки пилотов (для которых были ввезены три учебных самолёта - один Caudron G.III и два Avro 504). 28 марта 1924 года один из Avro-504 разбился, но 15 июня 1927 года Мексика подарила лётной школе такой же самолёт. 
В июле 1928 года были куплены три транспортных самолёта Ryan B-1, и в 1929 году был создан «авиаотряд» («Cuerpo de Aviacion Militar de Guatemala»). В апреле 1929 года был куплен четвёртый Ryan B-1 (но 28 сентября 1929 года он разбился, лётчик и все четыре пассажира погибли).
Также в 1929 году в США был куплен Waco Model 10, но затем начавшийся всемирный экономический кризис осложнил положение в стране и расходы были уменьшены.
В 1937 году были закуплены шесть Waco VPF-7.
Хотя французская военная миссия оставалась в стране до 1940 года, после начала второй мировой войны влияние США усилилось, и в Гватемалу прибыла военная миссия США.
8 декабря 1941 года, вслед за США, Гватемала объявила войну Японии, а США с 1942 года начали оказание военно-технической помощи Гватемале по программе ленд-лиза. В апреле 1943 года прибыли шесть тренировочных P-26А (ранее использовавшиеся войсками США в зоне Панамского канала), два тренировочных биплана Boeing-Stearman PT-17 и пять тренировочных BT-15 Valiant. В июне 1943 были получены три AT-6C. Также были получены 8 авиадвигателей и запчасти.
Помимо поставок по ленд-лизу, во время войны Гватемале отдали один лёгкий самолёт Fairchild UC-61A Argus Mk.II (от которого отказались ВВС Великобритании), который был официально зачислен в ВВС и получил бортовой номер "50", но сведений о эксплуатации этого самолёта не имеется.
В декабре 1945 года из США были получены три транспортных самолёта С-47, а в марте 1947 года - шесть AT-11.
В 1948 году ВВС Гватемалы стали отдельным видом вооружённых сил страны. В дальнейшем, правительство страны купило двухмоторный бомбардировщик Douglas B-18 расформированных военно-воздушных сил Коста-Рики (8 ноября 1949 года он совершил перелёт в Гватемалу и 4 декабря 1949 года был зачислен в ВВС Гватемалы). 
По состоянию на 1951 год, на вооружении ВВС находились 30 устаревших самолётов американского производства.
По состоянию на 1 мая 1954 года, непосредственно перед началом вторжения, военно-воздушные силы страны включали в себя 14 устаревших самолётов: восемь лёгких штурмовиков AT-6, четыре транспортных AT-11B и два учебно-тренировочных P-26. В ходе боевых действий против подготовленных ЦРУ наёмников, в результате технической неисправности разбился один штурмовик AT-6 и был сожжён на земле один AT-11B, однако после переворота в состав военно-воздушных сил вошла авиатехника, ранее полученная Армасом из США: один истребитель F-47, один транспортный самолёт C-47 и один лёгкий самолёт Cessna 180.
В 1957 году в США был куплен Aero Commander 680 (ставший личным самолётом президента страны), в 1958 году - один Piper PA-23-250 Aztec.
Правительство Гватемалы оказывало США помощь в подготовке личного состава "бригады 2506" для вторжения на Кубу и в 1960 году получило восемь бомбардировщиков (четыре B-26B и четыре B-26С) и один транспортный C-46F.
В декабре 1962 года по программе военной помощи из США были получены первые четыре реактивных Т-33А, в декабре 1964 года по программе военной помощи был получен четырехмоторный транспортный С-54D.
В 1968 году общая численность военно-воздушных сил Гватемалы составляла 1 тыс. военнослужащих, на вооружении находилось 40 боевых, учебных и транспортных самолётов.
По состоянию на 1978 год, общая численность военно-воздушных сил Гватемалы составляла 1 тыс. военнослужащих, на вооружении находилось 11 боевых, учебных и транспортных самолётов.
После окончания гражданской войны в декабре 1996 года и демобилизации в 1997-1998 гг. военные расходы были уменьшены. В 2005 году военно-воздушные силы насчитывали 700 человек личного состава, 10 боевых самолётов, 25 самолётов вспомогательной авиации и 12 боевых вертолётов.
По состоянию на начало 2010 года общая численность военно-воздушных сил Гватемалы составляла 871 человек, 9 боевых самолётов (в том числе, два штурмовика A-37B и семь лёгких самолётов Pilatus PC-7), 30 учебно-тренировочных и транспортных самолётов (в том числе, четыре IAI-201 «Арава»; четыре Basler BT-67; два F-27; один PA-31 «Navajo», пять Cessna 172K; два Cessna 206; один Cessna 208; один Cessna 310; один Beechcraft 90; один Beechcraft 100; четыре T-35B «Пиллан» и шесть T-41), а также 24 вертолёта (три Bell 205; девять Bell 206; девять Bell 212 и три Bell 412).
28 февраля 2012 года в районе селения Сан-Луис в департаменте Петен разбился вертолёт UH-1H ВВС Гватемалы.
В декабре 2012 года Тайвань бесплатно передал для военно-воздушных сил Гватемалы 4 вертолёта UH-1H.

## Современное состояние
По состоянию на начало 2022 года общая численность военно-воздушных сил Гватемалы составляла 1 тыс. человек, на вооружении имелось 16 транспортных самолётов, пять учебно-тренировочных самолётов (один SR22 и четыре находящихся на хранении T-35B), два многоцелевых вертолёта "Bell-412" и шесть транспортных вертолётов (два "Bell-206B Jet Ranger", два "Bell-212" и два "Bell-407GX").

## Пункты базирования
- Международный аэропорт Ла-Аурора в черте города Гватемала
- Аэропорт Реталулеу[исп.] — здесь находится Школа военной авиации[исп.]
- Международный аэропорт «Мундо майя»[исп.] близ Флорес
- Аэропорт Сан-Хосе[англ.]
- Аэропорт Пуэрто-Барриос[исп.]